# 나기역
나기역(일본어: 那岐駅)은 일본 돗토리현 야즈군 지즈정에 위치한 서일본 여객철도 인비 선의 철도역이다. 상대식 승강장 2면 2선의 구조를 갖춘 지상역이다.

## 타는 곳
| 1 | ■ 인비 선 | 하행 | 쓰야마 방면        |                        |
| 2 | ■ 인비 선 | 상행 | 지즈 · 돗토리 방면 | 환승 열차는 1번 승강장 |

## 역 주변
- 국도 제53호선
- 나기 산

## 역사
- 1932년 7월 1일 : 일본 철도성 인비 선 지즈 - 미마사카카와이 역 간 연장 때에 개업.
- 1987년 4월 1일 : 일본국유철도 분할 민영화에 의해, 서일본 여객철도가 승계.
- 1999년 10월 2일 : CTC화. 태블릿 폐색 폐지. 동시에 요나고 지사 돗토리 철도부로부터 오카야마 지사 쓰야마 철도부로 이관.
- 2000년 3월 12일 : 직영 유인역에서 무인역으로 전환.

## 인접 역
| 서일본 여객철도 인비 선 | 서일본 여객철도 인비 선 | 서일본 여객철도 인비 선          |
| ----------------------- | ----------------------- | -------------------------------- |
| 하지 돗토리 방면        | ■ 인비 선               | 미마사카카와이 히가시쓰야마 방면 |